# Rejon dobruski
Rejon dobruski (biał. Добрушскі раён) – rejon w południowo-wschodniej Białorusi, w obwodzie homelskim. Leży na terenie dawnego powiatu homelskiego.
Miejscowości rejonu: Igowka